# Berresa natalis
Berresa natalis är en fjärilsart som beskrevs av Walker 1858. Berresa natalis ingår i släktet Berresa och familjen nattflyn. Inga underarter finns listade i Catalogue of Life.